# 96gy busz (Budapest)
A budapesti 96-os (gyors 96-os) jelzésű autóbusz Újpalota, Szentmihályi út és Újpest, Cérnagyár között közlekedett. A viszonylatot a Budapesti Közlekedési Zrt. üzemeltette.

## Története
Az Újpalotai lakótelep és az oda költözők egy részének megélhetését biztosító Újpest ipari negyede között 1974. március 1-jén indították meg az új 196-os gyorsjáratot. Újpalotáról a Páskomliget utca és a Szentmihályi út útvonalon érte el a Hubay Jenő teret, innen pedig a Fő út–Sződliget utca–aluljáró–Fóti út–Váci út vonalon – a 96-os alapjárattal azonosan – jutott el az Egyesült Izzónál lévő végállomásig. Ekkor csak munkanapokon, csúcsforgalmi időszakban rótta köreit 6 ide beosztott Ikarus 260-as autóbusz. A Felszabadulás útja végállomását (ma: Szentmihályi út) 1975. június 2-án adták át.
Jelzését 1977. január 1-jén módosították, így a 196-osból 96-os lett. Útvonalát még e hónap végén, január 31-én megváltoztatták, az Izzó felé, illetve az újonnan kinevezett „Cérnagyár” végállomásig az Árpád úti felüljáró–Árpád út–Váci út (vissza a Fóti út–Megyeri út körforgalmi) vonalat járták be, miáltal közvetlen kapcsolat jött létre Újpalota és Újpest belterülete között. Ezt az új útvonalat először csak ideiglenesnek szánták, mivel elkezdődött a Fóti út felújítása, és az építkezés miatt lelassult forgalom elvesztette volna gyorsjárati jellegét. (A tereléssel csak néhány megálló esett ki.) A módosított útvonal hamar bebizonyította létjogosultságát, így véglegessé vált.
Újpesten csak az Árpád Kórháznál, az István útnál, a Váci útnál, a Zsilip utcánál, a Tungsram előtt, a Megyeri úton és a Cérnagyári végállomásnál állt meg. Az Árpád úti 10-es és 55-ös számú villamosjáratok megszűnése miatt 1986 januárjában létesült a Károlyi István utcai, egy esztendő múlva pedig az Újpesti uszoda előtti (Rózsa utcai) megálló.
A vonal forgalmának növekedése miatt 1978. október 2-ától Ikarus 280-as csuklós busszal váltották fel az addig szolgáló szóló Ikarus 260-asokat. A csuklósokból 10 darab közlekedett, majd a beosztott járművek száma 1985-ig 15-re emelkedett – egy évtizeddel később, az 1990-es évek derekán pedig összesen 18 autóbusz vett részt e viszonylat forgalmában. 1979. július 1-jétől az üzemidőt megnövelték, munka-, illetve munkaszüneti napokon kora reggeltől késő estig láthatóak voltak 96-os táblával ellátott autóbuszok. Ekkoriban csúcsidőszakban 5-6, napközben 10-11 percenként indultak a végállomásaikról.
2006. október 2-án indította el a BKV a 96A jelű betétjáratot. Az új gyorsjárat indítására azért volt szükség, mert Újpest-Központ metróállomástól Újpalota felé jelentős utasforgalom bonyolódott, ami a 96-os egyenlőtlen kihasználtságát okozta, az utasok zöme ugyanis jellemzően a metróállomás és Újpalota között közlekedett, a Fóti út felé, a Külső - Váci út irányába már kevesebben utaztak. A járat indításával a 96-os és a 96A gyorsjáratok kapacitása a lakótelep felé 15 százalékkal nőtt. Az új viszonylat csak a reggeli csúcsidőben, 6 és 9 óra között közlekedett. 2007 áprilisától a 96A gyorsjárat már a délutáni csúcsidőben is közlekedett, 14 óra és 18:30 között.
A járat jelzése 2008. szeptember 6-án 96-osról 196-ra változott, a 96A a 196A jelzést kapta.

## Útvonala
| Újpest, Cérnagyár felé | Újpalota, Szentmihályi út felé |
| --- | --- |
| Újpalota, Szentmihályi út vá. – Erdőkerülő utca – Zsókavár utca – Nyírpalota út – Páskomliget utca – Bánkút utca – Szentmihályi út – Szőcs Áron utca – Hubay Jenő tér – felüljáró – Árpád út – Váci út – Fóti út – Újpest, Cérnagyár vá. | Újpest, Cérnagyár vá. – Fóti út – Megyeri út – Váci út – Árpád út – felüljáró – Hubay Jenő tér – Szőcs Áron utca – Szentmihályi út – Bánkút utca – Páskomliget utca – Nyírpalota út – Zsókavár utca – Erdőkerülő utca – Újpalota, Szentmihályi út vá. |

## Megállóhelyei
Az átszállás kapcsolatok között a 96A jelzésű betétjárat nincsen feltüntetve, amely Újpalota, Szentmihályi út és Újpest-Városkapu között közlekedett.
| 0  | Újpalota, Szentmihályi út végállomás            | 31 | 96, 130, 175, Palota                                   |
| 1  | Erdőkerülő utca 28. (↓) Erdőkerülő utca 27. (↑) | 30 | 96, 130, Palota                                        |
| 2  | Zsókavár utca (↓) Erdőkerülő utca (↑)           | 29 | 96, 130, Palota 69                                     |
| 2  | Nyírpalota út (↓) Zsókavár utca (↑)             | 27 | 73, 96, 130, 173, Palota 69                            |
| 4  | Páskomliget utca (↓) Nyírpalota út (↑)          | 26 | 73, 96, 130, 173, Palota, Pólus 69                     |
| 5  | Sárfű utca                                      | 25 | 96, 130 69                                             |
| 6  | Bánkút utca (↓) Páskomliget utca (↑)            | 24 | 96, 130                                                |
| 7  | Rákospalotai köztemető                          | 22 | 130, 231, Palota                                       |
| 9  | Fazekas sor (↓) Bezerédj Pál utca (↑)           | 20 | 25, 231                                                |
| ∫  | Szentmihályi út                                 | 20 | 25A, 96, 231, Palota                                   |
| 11 | Beller Imre utca                                | 17 | 25, 25A, 96, Palota                                    |
| 13 | Hubay Jenő tér                                  | ∫  | 25, 25, 25A, 70, 96, 104, 170, Palota                  |
| 15 | Árpád Kórház                                    | 14 | 25A, 104, 170 Helyközi buszok                          |
| 17 | Árpád üzletház                                  | 13 | 20, 20, 25A, 104, 120, 170                             |
| 19 | Újpest-Központ                                  | 12 | 20, 25A, 30, 104, 120, 147, 170 12, 14 Helyközi buszok |
| 20 | Váci út (↓) Árpád út (↑)                        | 10 | 104                                                    |
| 22 | Károlyi István utca                             | 7  | 104 Helyközi buszok                                    |
| 23 | Zsilip utca                                     | 6  | 104 Helyközi buszok                                    |
| 25 | Megyeri út (↓) Tímár utca (↑)                   | 5  | 104, 122                                               |
| 26 | Tungsram                                        | ∫  | 47, 96, 104 Helyközi buszok                            |
| ∫  | Újpesti Stadion                                 | 3  | 47, 96, 122                                            |
| ∫  | Aschner Lipót tér                               | 1  | 30, 47, 96, 122, 147                                   |
| 29 | Újpest, Cérnagyár végállomás                    | 0  | 47, 96, 104 Helyközi buszok                            |